# St.-Andreas-Kirche (Siersleben)

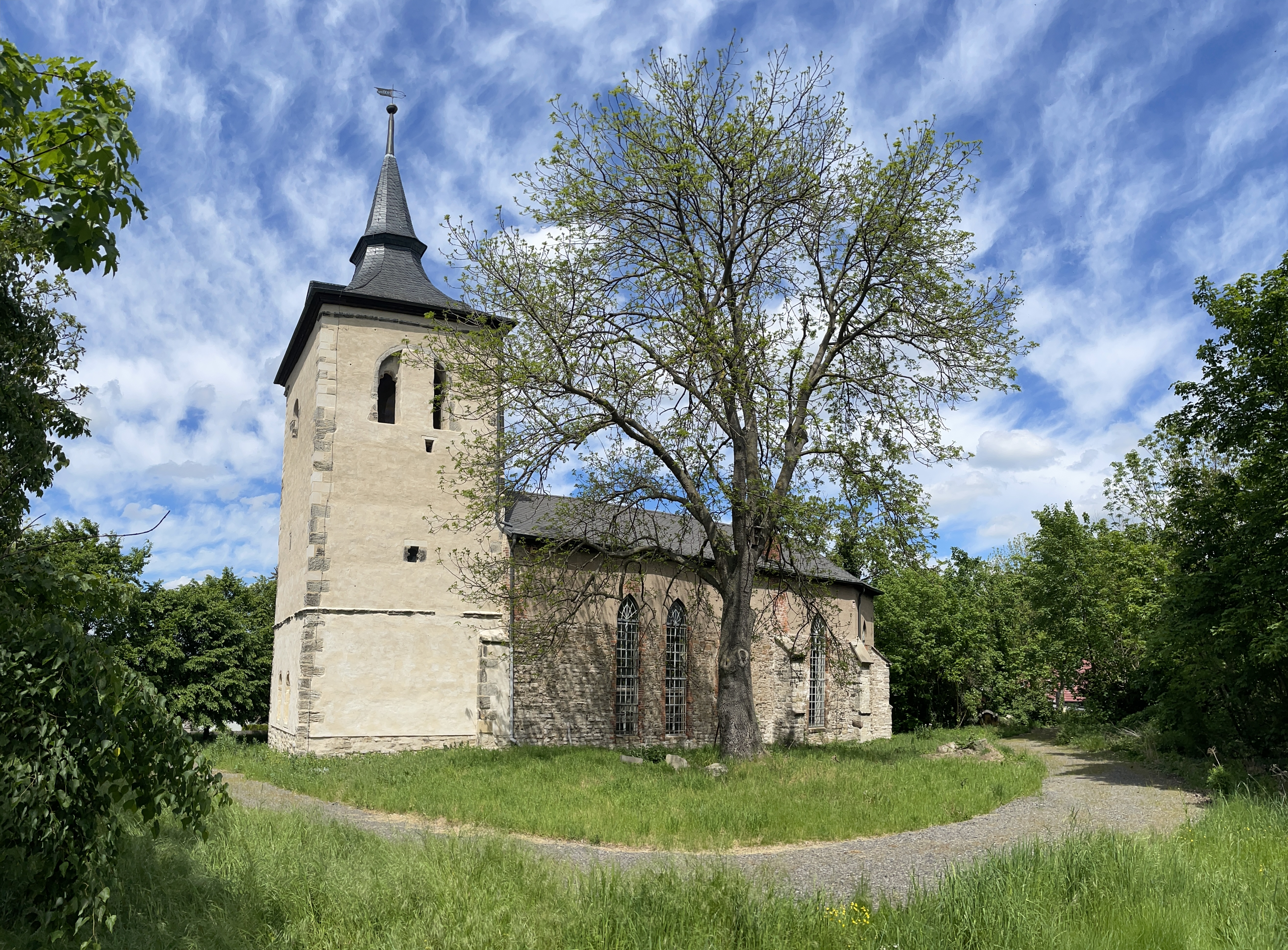
Ansicht mit saniertem Turm (2024)

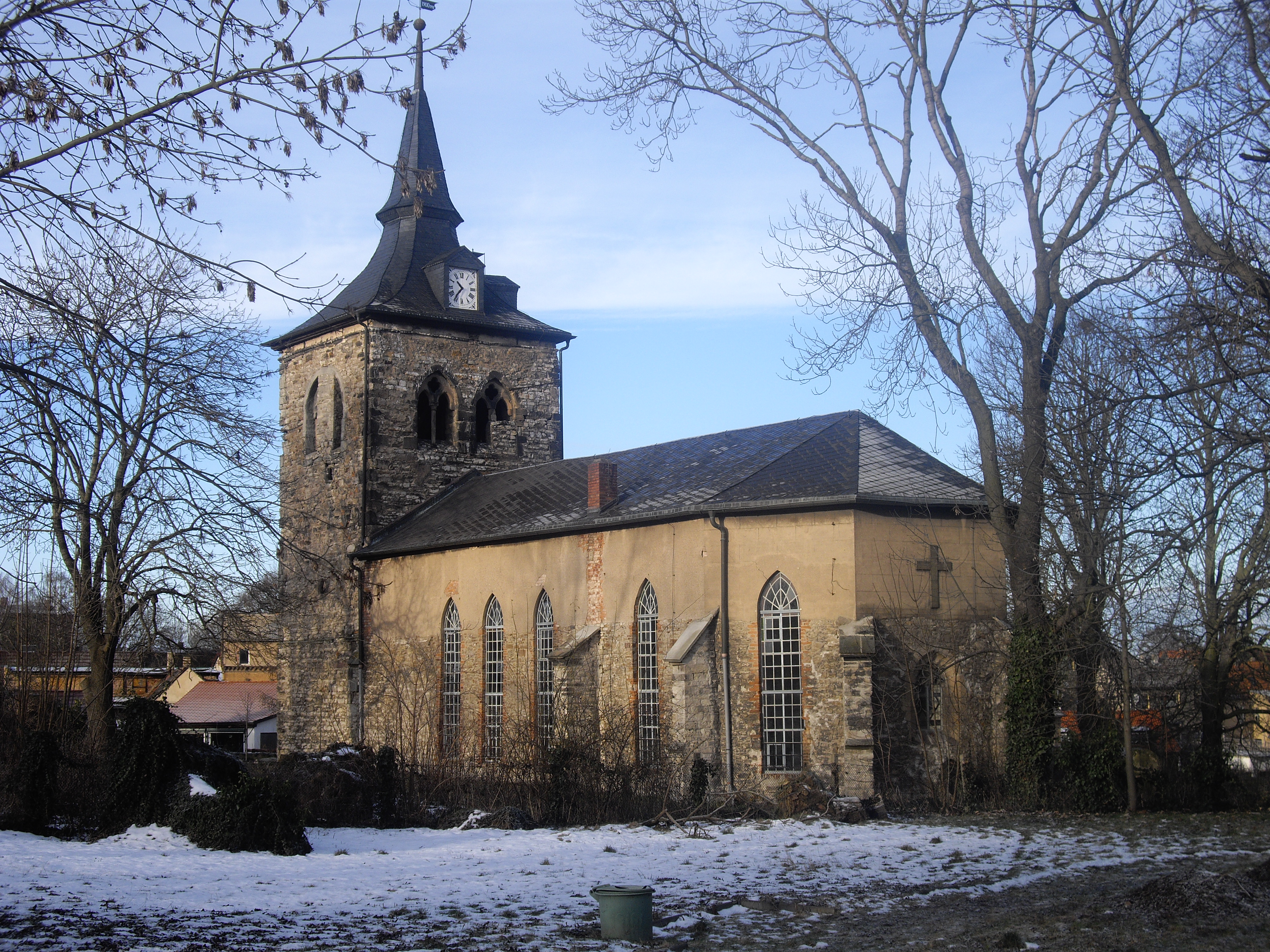
Ansicht der Kirche von Südosten (2009)

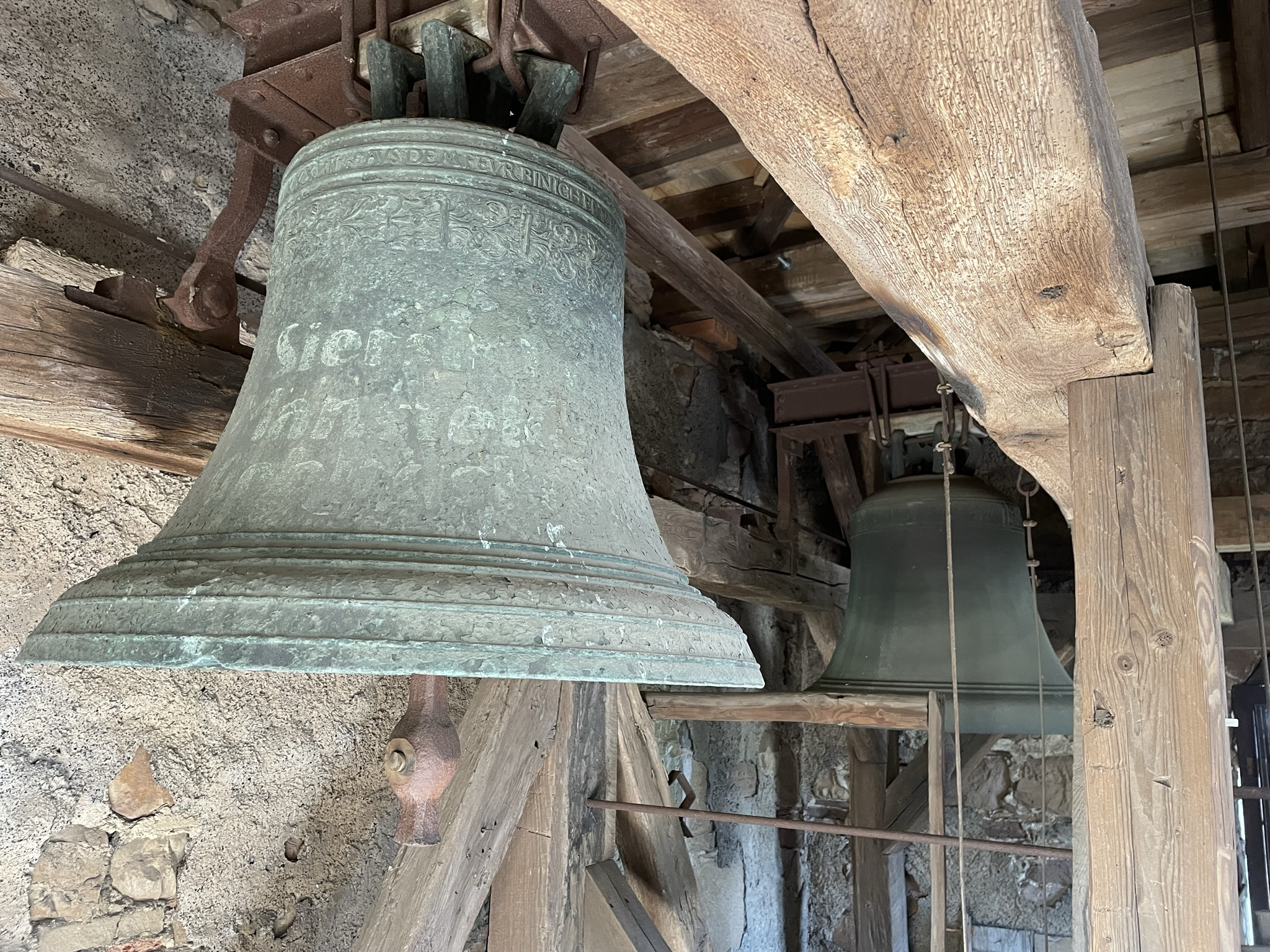
Kirchenglocken

Die St.-Andreas-Kirche ist ein altes Kirchengebäude im Gerbstedter Ortsteil Siersleben. Sie ist seit 1662 nach dem Apostel Andreas benannt. Die Kirche gehört zum Pfarrbereich Gerbstedt im Kirchenkreis Eisleben-Sömmerda der Evangelischen Kirche in Mitteldeutschland.

## Lage
Die Kirche befindet sich auf einer Anhöhe  an der Kreuzung Augsdorfer Straße-Schulstraße neben der Grundschule am südlichen Ortsrand des Dorfes.

## Bauwerk
Die heutige Form der Kirche stammt aus den Kunstepochen der Romanik und der Gotik, der untere Teil des Schiffes wurde um 1230, der obere um 1250 erbaut. Der älteste Teil befindet sich an der Stelle des Kirchturms, das ehemalige Nordportal muss noch älter gewesen sein, es enthielt reinste romanische Formen und stammte vermutlich aus der Zeit um 1100. Ebenfalls sehr alt sind die halb zugemauerten kreuzgemauerten Rundbogenfenster an der Westseite des Turms.
Viele alte Kunstwerke wurden bei Umbauarbeiten am Ende des 19. Jahrhunderts zerstört. Der Turm war ursprünglich über eine Wendeltreppe zu erreichen, die jedoch bei einem Umbau der Orgel durch die heutige viertelgewendelte Treppe ersetzt wurde. Oben im Kirchturm befinden sich zwei als Schallöffnung genutzte teilweise erhaltene spitzbogige Zwillingsfenster, deren Zwischensäulen mit Kelchknospenkapitellen bedeckt sind. Im Altarraum wurde im Jahre 1484 eine gotische Sakramentnische  mit gotischen Minuskeln und Majuskeln als Inschrift installiert. Ihr Altarschrein existiert heute nicht mehr.
Am nördlichen Vorbau befindet sich eine kleine Statue, die noch nicht gedeutet werden konnte. G. Sommer sah darin einen Grabstein eines Kindes, laut Erich Neuß und Hermann Größler handelt es sich um eine heidnische Gottheit. Sie ähnelt den Statuen an der Müllerdorfer Kirche. Auf dem Friedhof um die Kirche befinden sich mehrere Mansfeldische barocke Grabsteine, eingefriedet wurde mit einer Mauer und einer schlichten Pforte.
Von 2022 bis 2023 wurde durch den örtlichen Förderverein der Turm der Kirche äußerlich saniert und neu verputzt. Lockere Steine im Mauerwerk wurden wieder befestigt. Dabei wurden ebenfalls die Fenster im Glockenstockwerk erneuert und der Dachstuhl des Turms runderneuert. Die kleine Uhrglocke wurde im Zuge der Arbeiten neben den zwei Hauptglocken der Kirche aufgehängt.

## Geläut
Im Turm der Kirche befinden sich heute zwei Glocken, der Durchmesser der Kleineren beträgt 87 und der der Größeren 107 cm. Beide werden regelmäßig geläutet. Im Jahr 1887 besorgte sich die Gemeinde Siersleben nach einem Vorschlag vom Ortschulzen Wendenburg von der Glockengießerei Ulbricht in Laucha eine dritte Glocke mit einem Durchmesser von 135 cm und einem Gewicht von 1320 kg. Sie läutete 30 Jahre lang und musste im Ersten Weltkrieg wegen ihrer Bronze abgegeben werden. Nachdem sie vom Turm gelassen wurde, wurde sie sofort zertrümmert. Die Kirche erhielt eine Entschädigung von 4.121 Mark. Am 8. Januar 1942 wurde eine weitere Glocke abgenommen und der Erfassungsstelle zugeführt. Am 3. Oktober 1947 erfuhr der damalige Pfarrer Lohmeyer, dass die Glocke nicht eingeschmolzen worden war, sondern sich nun in einem Hamburger Lager befand. Er ließ diese nach Siersleben schicken. Am 6. November 1949 wurde die Glocke wieder auf den Turm gezogen.